# 東吉啟明宮
東吉啟明宮，俗名東吉宮、東吉廟，臺灣澎湖縣廟宇，主祀徐府千歲、五府千歲，望安鄉東吉嶼大廟，網垵澳角頭廟之一。

## 沿革
望安古名八罩，位於澎湖南方海域，臺灣府前緣，根據清代水師佈防思維，以為東寧王國不敵施琅水師，乃因東寧艦隊未在八罩設防之故，故清代佈署澎湖水師，早於康熙23年（1684年）便在八罩地區設「八罩汛」，編列駐兵100名，歸澎湖水師協左營管轄，嗣後歷代兵員員額有所調整。:170-172有清一代，福建廈門島與臺灣來回船隻，如若在農曆四月至八月間發船，見花嶼、貓嶼蹤跡始可安全進入八罩島、將軍澳嶼停泊，而航程見到東吉嶼、西吉嶼亦是確保航線能抵達臺灣府的參考指標，足見八罩和東吉嶼在清代交通的重要性。:172
東吉嶼位在八罩島東南稍北約二十公里處，康熙年間杜臻所著《澎湖臺灣紀略》，便有提到東吉嶼之名，因東吉嶼和西吉嶼相距僅4.5公里，暗礁多，又鄰近烏水溝，海水流速湍急，根據當地耆老說法，東吉嶼的「吉（kiat）」係源自「急（kip）」的諧音。:260
東寧王國時期東吉嶼便有住民紀錄，惟根據周于仁、胡格編撰《澎湖志略》記述：上憲鑑於南大嶼、東吉、西吉、東嶼坪、西嶼坪和花嶼地處偏遠，管理不易，康熙皇帝曾下令島上居民悉數遷移，搬遷至八罩島上。:30-35:197-200
清領初期雖東吉住民被迫遷離，後續仍有其他住民再次遷入，不少來自望安島和將軍澳，因家族開枝散葉，所以復有遷出的需求，以東吉林正祖家族為代表:32-35，另有高朝家族在乾隆初葉遷入東吉嶼:56-57。東吉嶼在清領時期被編入「澎湖廳網垵澳」，後稱「東吉嶼社」。:196
1895年（光緒21年、明治28年），清廷與日本帝國簽署〈馬關條約〉，臺灣、澎湖易幟而進入日治時期，日本政府在初期行政區劃大多沿用清制，略易名為「澎湖廳網垵澳東吉嶼鄉」，東吉嶼鄉行政區名大致不變，上級單位陸續設「八罩澳務署」、「網垵辦務署」、「網垵出張所」和「網垵支廳」，時間皆不長，僅「網垵支廳」自明治34年（1901年）延續至大正八年（1920年）8月31日。大正八年（1920年）9月1日改制「高雄州澎湖郡望安庄東吉嶼鄉」、大正15年（1926年）7月1日再改制「澎湖廳望安支廳望安庄東吉嶼鄉」，直至1945年日治時期結束。:197-205
1945年第二次世界大戰結束，日本帝國戰敗，中華民國政府接收臺灣、澎湖，全臺灣行政單位根據〈臺灣省鄉鎮組織規程〉調整，澎湖設澎湖縣政府，改一鎮五鄉，望安支廳裁撤，原望安庄改置望安鄉。中華民國政府村里設置乃以戶數為基準，而非原具自然村屬性的大字系統，新規定凡村以150戶為原則，最多至200戶，最低不得低於100戶，原東吉嶼鄉和西吉嶼鄉因戶數不足而被合併同一村，又新政府規定各村村名一律改為兩個字，故自民國35年（1946）年6月30日之後，望安鄉計有八個村，其中東吉、西吉合稱「雙吉村」。民國39年（1950年），臺灣省實施地方自治，東、西吉嶼反應村政運作效率不佳；民國40年（1951年）雙吉村拆編，東吉始稱「東吉村」。後來歲月推移，西吉村人口漸稀，民國68年（1979年）澎湖縣政府下令西吉村民強制遷出西吉嶼，自7月1日起將西吉村除名，原西吉村併入東吉村，延續迄今。:209-213
東吉啟明宮廟身坐東朝西，面朝東吉漁港，主祀徐府王爺（徐永昌）與五府千歲，另祀有施府王爺、周府王爺、玉府王爺，哪吒三太子，並供有王船一艘。東吉啟明宮的開基年份不詳，應是乾隆朝之後島上住民漸眾，較有起建的可能；因廟中藏有「高山聖吉」一匾，上款「嘉慶戊辰年葭月穀旦」，下款「同治壬申年重修眾弟子全叩謝」，殆可確認東吉啟明宮在嘉慶13年（1808年）便已興建，且同治11年（1872年）有修建紀錄。:58-59:225-226
日治時期大正15年（1926年），知名大木匠師謝自南曾參與東吉啟明宮修建工程:178-180，昭和五年（1930年）在舉辦過盛大的夏、金、木送王儀式。戰後東吉啟明宮的修建紀錄有三次，分別是民國44年（1955年）、民國61年（1972年）與民國89年（2000年）:225-226，其中民國61年（1972年）的重建，由來自後窟潭的大木匠師葉根壯設計，其建築的格局樣貌延續迄今。:58-59

## 分火廟
民國73年（1984年），東吉村因人口外流眾多，旅外鄉親遂於高雄市前鎮區一帶的民宅籌建分宮，即「澎湖高澎東吉啟明宮」，東吉本廟的五府千歲一度迎至高雄供奉（後高雄分廟自塑神像，將五府千歲奉回東吉嶼）。後旅外鄉親陳文生等鑒於分宮老舊，便籌錢在鳳山五甲購地，亦聘請後窟潭大木匠師葉根壯承包，民國92年（2003年）另起分宮落成。:225-226

## 圖輯

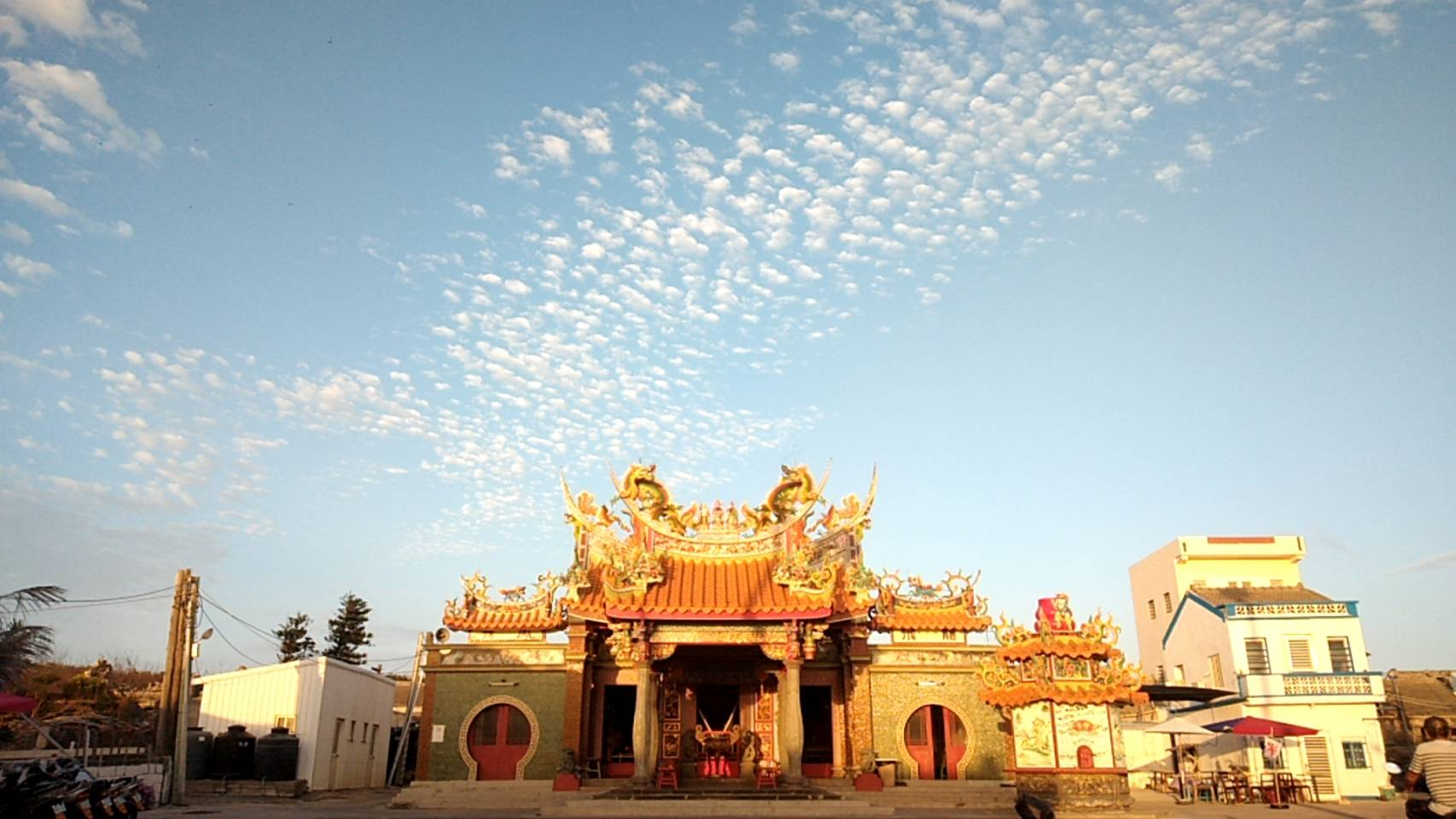
夕照餘暉東吉宮
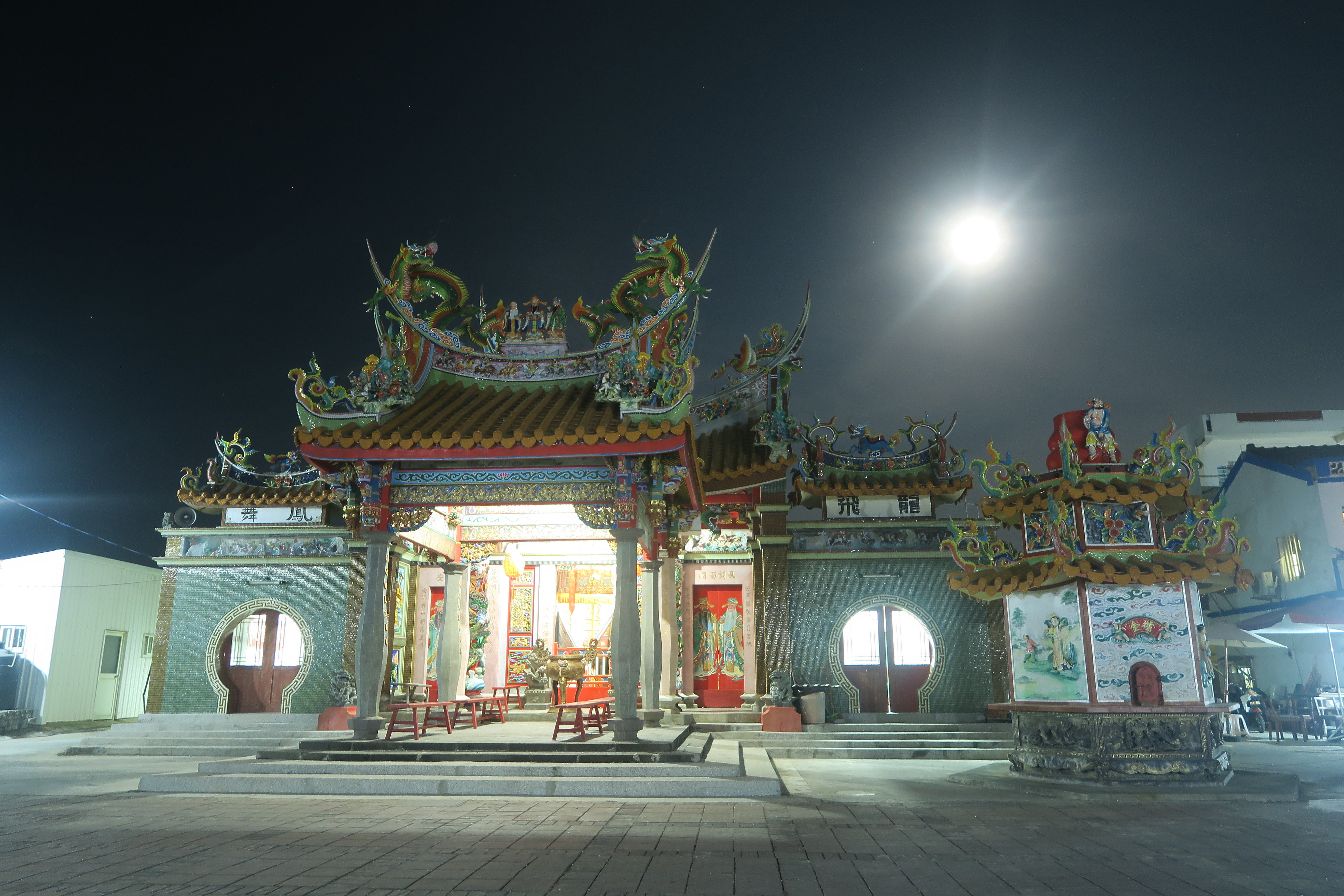
月映東吉宮
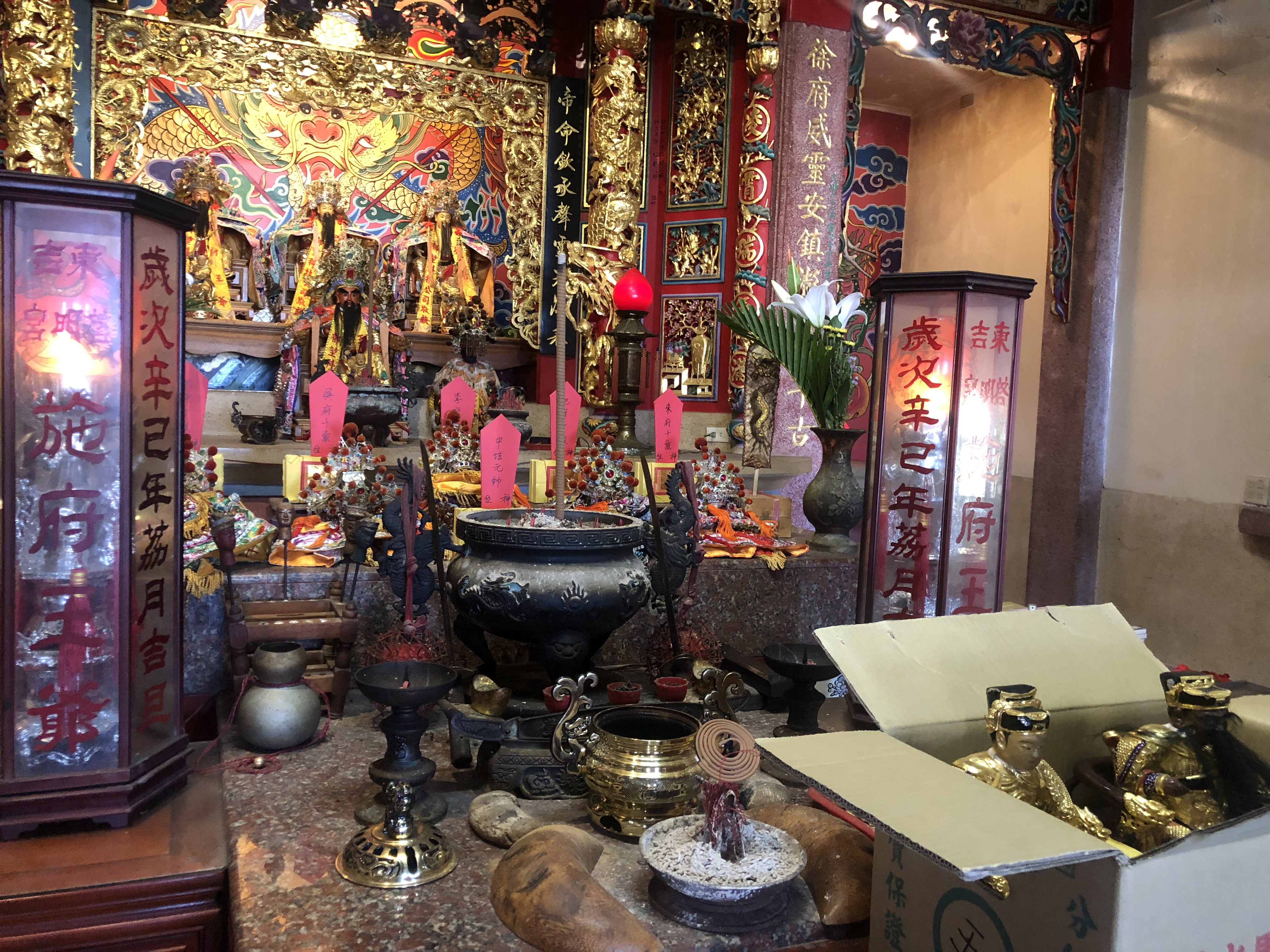
神明廳與神龕
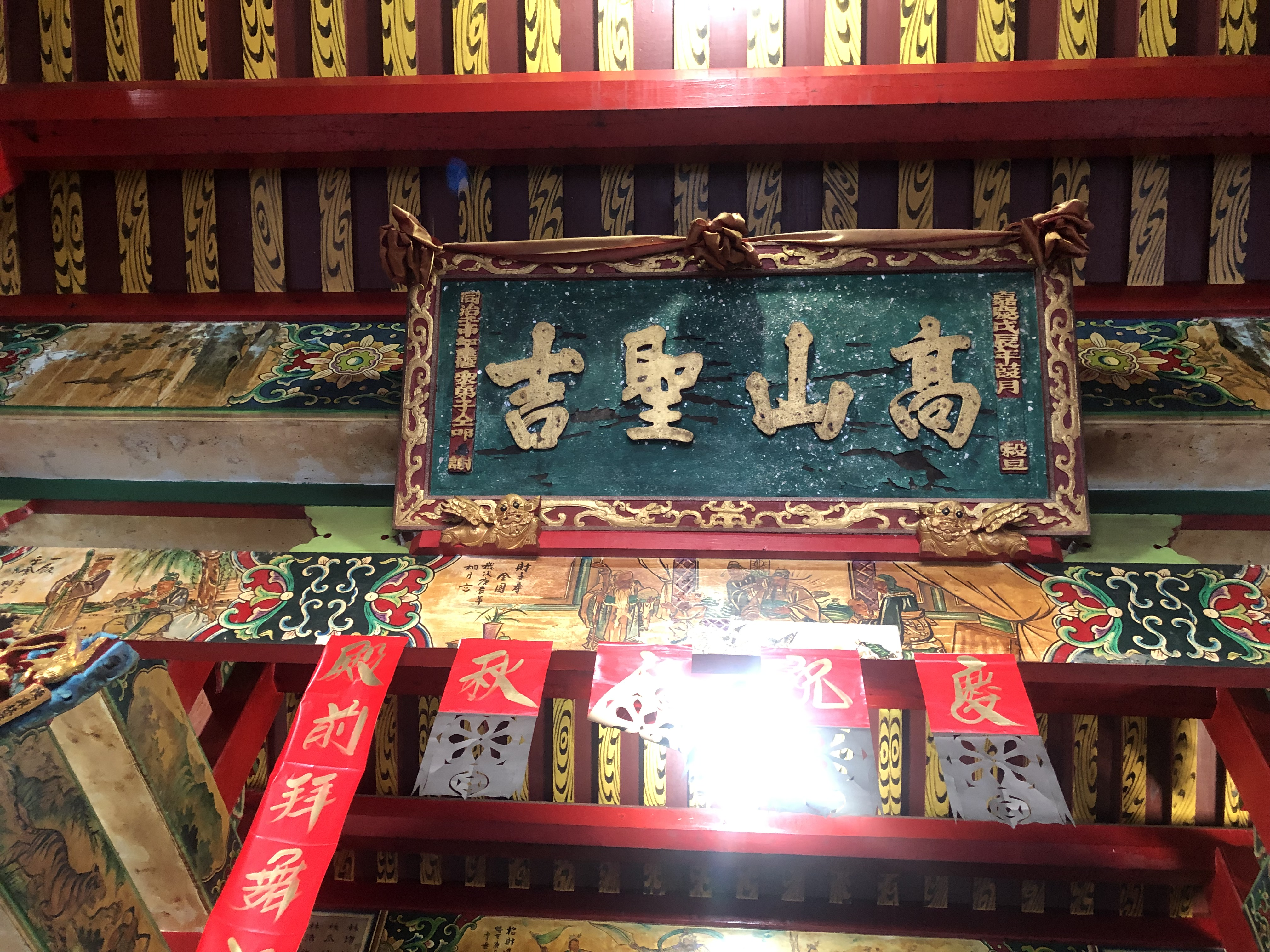
高山聖吉匾
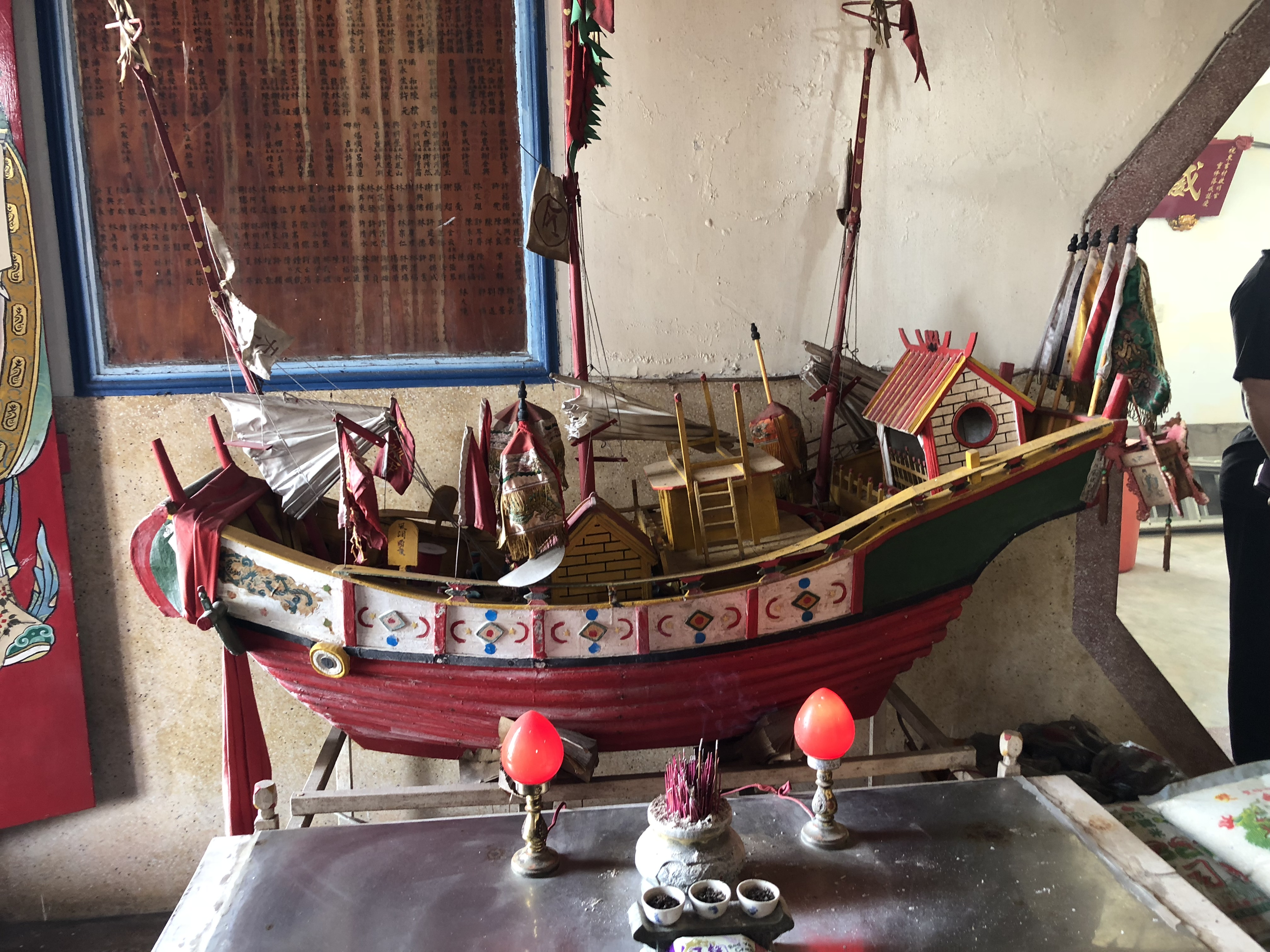
王船